# Eleições presidenciais de 2006 em Lisboa

## Resultados Oficiais
| Candidato               | Candidato               | Votos   | %               |
| ----------------------- | ----------------------- | ------- | --------------- |
|                         | Aníbal Cavaco Silva     | 153 712 | 46,74 / 100,00  |
|                         | Manuel Alegre           | 73 454  | 22,34 / 100,00  |
|                         | Mário Soares            | 51 921  | 15,79 / 100,00  |
|                         | Jerónimo de Sousa       | 30 030  | 9,13 / 100,00   |
|                         | Francisco Louçã         | 17 656  | 5,37 / 100,00   |
|                         | Garcia Pereira          | 2 081   | 0,63 / 100,00   |
| Votos Inválidos         | Votos Inválidos         | 6 705   | 2,00 / 100,00   |
| Total                   | Total                   | 335 559 | 100,00 / 100,00 |
| Eleitorado/Participação | Eleitorado/Participação | 531 751 | 63,10 / 100,00  |

## Resultados por Freguesia
Os resultados dos candidatos por freguesia foram os seguintes:
| Freguesia                    | %     | %     | %     | %     | %    | %    | Votantes |
| Freguesia                    | ACS   | MA    | MS    | JDS   | FL   | GP   | Votantes |
| ---------------------------- | ----- | ----- | ----- | ----- | ---- | ---- | -------- |
| Ajuda                        | 34,59 | 25,35 | 17,35 | 15,97 | 6,22 | 0,52 | 10 145   |
| Alcântara                    | 40,86 | 23,84 | 16,35 | 12,90 | 5,41 | 0,64 | 9 292    |
| Alto do Pina                 | 57,08 | 18,94 | 13,28 | 5,54  | 4,52 | 0,65 | 6 091    |
| Alvalade                     | 60,60 | 18,38 | 12,71 | 4,28  | 3,59 | 0,44 | 6 685    |
| Ameixoeira                   | 41,50 | 24,83 | 16,67 | 10,51 | 5,99 | 0,50 | 5 730    |
| Anjos                        | 51,41 | 19,59 | 15,41 | 7,66  | 5,21 | 0,72 | 5 855    |
| Beato                        | 38,61 | 24,03 | 16,21 | 14,86 | 5,59 | 0,70 | 7 902    |
| Benfica                      | 45,78 | 23,59 | 16,08 | 8,69  | 5,23 | 0,64 | 25 436   |
| Campo Grande                 | 48,54 | 21,48 | 16,93 | 7,57  | 4,97 | 0,52 | 6 471    |
| Campolide                    | 42,51 | 24,46 | 16,34 | 9,86  | 6,23 | 0,60 | 9 047    |
| Carnide                      | 42,20 | 25,20 | 15,33 | 10,15 | 6,32 | 0,79 | 9 540    |
| Castelo                      | 23,51 | 30,06 | 16,07 | 20,83 | 8,63 | 0,89 | 342      |
| Charneca                     | 41,13 | 20,72 | 18,56 | 13,03 | 6,01 | 0,55 | 3 369    |
| Coração de Jesus             | 49,86 | 21,09 | 16,33 | 6,76  | 5,33 | 0,63 | 2 902    |
| Encarnação                   | 43,67 | 21,89 | 18,10 | 10,74 | 5,13 | 0,47 | 1 970    |
| Graça                        | 42,35 | 23,60 | 17,77 | 10,19 | 5,35 | 0,74 | 3 830    |
| Lapa                         | 60,74 | 16,75 | 13,13 | 5,20  | 3,60 | 0,58 | 6 010    |
| Lumiar                       | 50,35 | 21,97 | 16,02 | 6,18  | 4,82 | 0,65 | 20 495   |
| Madalena                     | 37,99 | 23,58 | 16,16 | 14,85 | 6,55 | 0,87 | 231      |
| Mártires                     | 54,93 | 16,43 | 14,55 | 9,86  | 2,82 | 1,41 | 222      |
| Marvila                      | 32,86 | 26,27 | 16,36 | 14,66 | 9,07 | 0,79 | 19 742   |
| Mercês                       | 42,26 | 22,76 | 17,52 | 10,85 | 5,99 | 0,61 | 3 016    |
| Nossa Senhora de Fátima      | 56,39 | 19,02 | 14,29 | 5,38  | 4,11 | 0,81 | 10 884   |
| Pena                         | 44,43 | 23,62 | 16,68 | 8,86  | 5,71 | 0,70 | 2 916    |
| Penha de França              | 44,57 | 22,77 | 17,38 | 8,92  | 5,83 | 0,53 | 8 285    |
| Prazeres                     | 44,99 | 22,42 | 17,13 | 10,11 | 4,84 | 0,50 | 4 252    |
| Sacramento                   | 41,62 | 25,05 | 16,40 | 12,97 | 3,60 | 0,36 | 569      |
| Santa Catarina               | 42,44 | 22,65 | 17,96 | 9,25  | 7,20 | 0,50 | 2 439    |
| Santa Engrácia               | 42,29 | 22,86 | 18,20 | 10,44 | 5,58 | 0,63 | 3 231    |
| Santa Isabel                 | 52,87 | 21,27 | 14,34 | 6,94  | 4,16 | 0,42 | 4 617    |
| Santa Justa                  | 47,58 | 20,16 | 15,86 | 11,02 | 4,84 | 0,54 | 380      |
| Santa Maria de Belém         | 50,51 | 21,29 | 15,11 | 7,73  | 4,82 | 0,54 | 5 827    |
| Santa Maria dos Olivais      | 40,19 | 25,29 | 16,89 | 10,92 | 6,03 | 0,68 | 28 864   |
| Santiago                     | 40,85 | 19,49 | 16,95 | 16,27 | 5,25 | 1,19 | 600      |
| Santo Condestável            | 44,69 | 22,08 | 16,88 | 10,24 | 5,46 | 0,64 | 10 774   |
| Santo Estêvão                | 32,11 | 23,83 | 16,77 | 20,00 | 6,32 | 0,98 | 1 351    |
| Santos-o-Velho               | 44,76 | 20,28 | 17,23 | 11,41 | 5,67 | 0,66 | 2 649    |
| São Cristóvão e São Lourenço | 40,29 | 25,73 | 18,20 | 10,19 | 5,22 | 0,36 | 846      |
| São Domingos de Benfica      | 52,63 | 21,54 | 14,75 | 6,30  | 4,26 | 0,53 | 20 382   |
| São Francisco Xavier         | 61,75 | 17,55 | 11,83 | 4,58  | 3,71 | 0,58 | 5 306    |
| São João                     | 43,66 | 23,47 | 16,24 | 9,88  | 6,17 | 0,58 | 9 528    |
| São João de Brito            | 60,62 | 18,13 | 11,88 | 5,30  | 3,55 | 0,52 | 8 988    |
| São João de Deus             | 60,84 | 18,28 | 12,82 | 4,32  | 3,14 | 0,60 | 8 015    |
| São Jorge de Arroios         | 52,20 | 20,46 | 14,97 | 6,89  | 4,76 | 0,71 | 11 774   |
| São José                     | 44,78 | 22,29 | 17,33 | 8,96  | 5,74 | 0,90 | 1 927    |
| São Mamede                   | 56,84 | 17,58 | 15,54 | 5,50  | 3,52 | 1,02 | 3 806    |
| São Miguel                   | 27,05 | 21,44 | 22,85 | 22,44 | 6,01 | 0,20 | 1 006    |
| São Nicolau                  | 46,83 | 21,15 | 17,22 | 8,31  | 6,34 | 0,15 | 681      |
| São Paulo                    | 38,08 | 26,13 | 16,77 | 10,97 | 7,29 | 0,75 | 1 781    |
| São Sebastião da Pedreira    | 60,81 | 17,45 | 12,97 | 4,10  | 4,14 | 0,53 | 4 812    |
| São Vicente de Fora          | 36,12 | 23,42 | 18,95 | 14,08 | 6,95 | 0,49 | 2 318    |
| Sé                           | 42,24 | 19,81 | 20,08 | 13,02 | 4,43 | 0,42 | 735      |
| Socorro                      | 41,05 | 22,19 | 17,96 | 11,73 | 6,29 | 0,79 | 1 693    |
| Lisboa                       | 46,74 | 22,34 | 15,79 | 9,13  | 5,37 | 0,63 | 335 559  |

#### Ajuda
| Candidato               | Candidato               | Votos  | %               |
| ----------------------- | ----------------------- | ------ | --------------- |
|                         | Aníbal Cavaco Silva     | 3 446  | 34,50 / 100,00  |
|                         | Manuel Alegre           | 2 525  | 25,35 / 100,00  |
|                         | Mário Soares            | 1 728  | 17,35 / 100,00  |
|                         | Jerónimo de Sousa       | 1 591  | 15,97 / 100,00  |
|                         | Francisco Louçã         | 620    | 6,22 / 100,00   |
|                         | Garcia Pereira          | 52     | 0,52 / 100,00   |
| Votos Inválidos         | Votos Inválidos         | 183    | 1,81 / 100,00   |
| Total                   | Total                   | 10 145 | 100,00 / 100,00 |
| Eleitorado/Participação | Eleitorado/Participação | 16 653 | 60,92 / 100,00  |

#### Alcântara
| Candidato               | Candidato               | Votos  | %               |
| ----------------------- | ----------------------- | ------ | --------------- |
|                         | Aníbal Cavaco Silva     | 3 718  | 40,86 / 100,00  |
|                         | Manuel Alegre           | 2 169  | 23,84 / 100,00  |
|                         | Mário Soares            | 1 488  | 16,35 / 100,00  |
|                         | Jerónimo de Sousa       | 1 174  | 12,90 / 100,00  |
|                         | Francisco Louçã         | 492    | 5,41 / 100,00   |
|                         | Garcia Pereira          | 58     | 0,64 / 100,00   |
| Votos Inválidos         | Votos Inválidos         | 193    | 2,08 / 100,00   |
| Total                   | Total                   | 9 292  | 100,00 / 100,00 |
| Eleitorado/Participação | Eleitorado/Participação | 14 983 | 62,02 / 100,00  |

#### Alto do Pina
| Candidato               | Candidato               | Votos  | %               |
| ----------------------- | ----------------------- | ------ | --------------- |
|                         | Aníbal Cavaco Silva     | 3 400  | 57,08 / 100,00  |
|                         | Manuel Alegre           | 1 128  | 18,94 / 100,00  |
|                         | Mário Soares            | 791    | 13,28 / 100,00  |
|                         | Jerónimo de Sousa       | 330    | 5,54 / 100,00   |
|                         | Francisco Louçã         | 269    | 4,52 / 100,00   |
|                         | Garcia Pereira          | 39     | 0,65 / 100,00   |
| Votos Inválidos         | Votos Inválidos         | 134    | 2,20 / 100,00   |
| Total                   | Total                   | 6 091  | 100,00 / 100,00 |
| Eleitorado/Participação | Eleitorado/Participação | 10 438 | 58,35 / 100,00  |

#### Alvalade
| Candidato               | Candidato               | Votos | %               |
| ----------------------- | ----------------------- | ----- | --------------- |
|                         | Aníbal Cavaco Silva     | 3 963 | 60,60 / 100,00  |
|                         | Manuel Alegre           | 1 202 | 18,38 / 100,00  |
|                         | Mário Soares            | 831   | 12,71 / 100,00  |
|                         | Jerónimo de Sousa       | 280   | 4,28 / 100,00   |
|                         | Francisco Louçã         | 235   | 3,59 / 100,00   |
|                         | Garcia Pereira          | 29    | 0,44 / 100,00   |
| Votos Inválidos         | Votos Inválidos         | 145   | 2,17 / 100,00   |
| Total                   | Total                   | 6 685 | 100,00 / 100,00 |
| Eleitorado/Participação | Eleitorado/Participação | 9 645 | 69,31 / 100,00  |

#### Ameixoeira
| Candidato               | Candidato               | Votos | %               |
| ----------------------- | ----------------------- | ----- | --------------- |
|                         | Aníbal Cavaco Silva     | 2 330 | 41,50 / 100,00  |
|                         | Manuel Alegre           | 1 394 | 24,83 / 100,00  |
|                         | Mário Soares            | 936   | 16,67 / 100,00  |
|                         | Jerónimo de Sousa       | 590   | 10,51 / 100,00  |
|                         | Francisco Louçã         | 336   | 5,99 / 100,00   |
|                         | Garcia Pereira          | 28    | 0,50 / 100,00   |
| Votos Inválidos         | Votos Inválidos         | 116   | 2,03 / 100,00   |
| Total                   | Total                   | 5 730 | 100,00 / 100,00 |
| Eleitorado/Participação | Eleitorado/Participação | 9 238 | 62,03 / 100,00  |

#### Anjos
| Candidato               | Candidato               | Votos | %               |
| ----------------------- | ----------------------- | ----- | --------------- |
|                         | Aníbal Cavaco Silva     | 2 939 | 51,41 / 100,00  |
|                         | Manuel Alegre           | 1 120 | 19,59 / 100,00  |
|                         | Mário Soares            | 881   | 15,41 / 100,00  |
|                         | Jerónimo de Sousa       | 438   | 7,66 / 100,00   |
|                         | Francisco Louçã         | 298   | 5,21 / 100,00   |
|                         | Garcia Pereira          | 41    | 0,72 / 100,00   |
| Votos Inválidos         | Votos Inválidos         | 138   | 2,35 / 100,00   |
| Total                   | Total                   | 5 855 | 100,00 / 100,00 |
| Eleitorado/Participação | Eleitorado/Participação | 9 751 | 60,05 / 100,00  |

#### Beato
| Candidato               | Candidato               | Votos  | %               |
| ----------------------- | ----------------------- | ------ | --------------- |
|                         | Aníbal Cavaco Silva     | 2 991  | 38,61 / 100,00  |
|                         | Manuel Alegre           | 1 861  | 24,03 / 100,00  |
|                         | Mário Soares            | 1 256  | 16,21 / 100,00  |
|                         | Jerónimo de Sousa       | 1 151  | 14,86 / 100,00  |
|                         | Francisco Louçã         | 433    | 5,59 / 100,00   |
|                         | Garcia Pereira          | 54     | 0,70 / 100,00   |
| Votos Inválidos         | Votos Inválidos         | 156    | 1,97 / 100,00   |
| Total                   | Total                   | 7 902  | 100,00 / 100,00 |
| Eleitorado/Participação | Eleitorado/Participação | 12 581 | 62,81 / 100,00  |

#### Benfica
| Candidato               | Candidato               | Votos  | %               |
| ----------------------- | ----------------------- | ------ | --------------- |
|                         | Aníbal Cavaco Silva     | 11 435 | 45,78 / 100,00  |
|                         | Manuel Alegre           | 5 892  | 23,59 / 100,00  |
|                         | Mário Soares            | 4 016  | 16,08 / 100,00  |
|                         | Jerónimo de Sousa       | 2 170  | 8,69 / 100,00   |
|                         | Francisco Louçã         | 1 307  | 5,23 / 100,00   |
|                         | Garcia Pereira          | 159    | 0,64 / 100,00   |
| Votos Inválidos         | Votos Inválidos         | 457    | 1,79 / 100,00   |
| Total                   | Total                   | 25 436 | 100,00 / 100,00 |
| Eleitorado/Participação | Eleitorado/Participação | 38 098 | 66,76 / 100,00  |

#### Campo Grande
| Candidato               | Candidato               | Votos | %               |
| ----------------------- | ----------------------- | ----- | --------------- |
|                         | Aníbal Cavaco Silva     | 3 085 | 48,54 / 100,00  |
|                         | Manuel Alegre           | 1 365 | 21,48 / 100,00  |
|                         | Mário Soares            | 1 076 | 16,93 / 100,00  |
|                         | Jerónimo de Sousa       | 481   | 7,57 / 100,00   |
|                         | Francisco Louçã         | 316   | 4,97 / 100,00   |
|                         | Garcia Pereira          | 33    | 0,52 / 100,00   |
| Votos Inválidos         | Votos Inválidos         | 115   | 1,78 / 100,00   |
| Total                   | Total                   | 6 471 | 100,00 / 100,00 |
| Eleitorado/Participação | Eleitorado/Participação | 9 903 | 65,34 / 100,00  |

#### Campolide
| Candidato               | Candidato               | Votos  | %               |
| ----------------------- | ----------------------- | ------ | --------------- |
|                         | Aníbal Cavaco Silva     | 3 775  | 42,51 / 100,00  |
|                         | Manuel Alegre           | 2 172  | 24,46 / 100,00  |
|                         | Mário Soares            | 1 451  | 16,34 / 100,00  |
|                         | Jerónimo de Sousa       | 876    | 9,86 / 100,00   |
|                         | Francisco Louçã         | 553    | 6,23 / 100,00   |
|                         | Garcia Pereira          | 53     | 0,60 / 100,00   |
| Votos Inválidos         | Votos Inválidos         | 167    | 1,84 / 100,00   |
| Total                   | Total                   | 9 047  | 100,00 / 100,00 |
| Eleitorado/Participação | Eleitorado/Participação | 15 195 | 59,54 / 100,00  |

#### Carnide
| Candidato               | Candidato               | Votos  | %               |
| ----------------------- | ----------------------- | ------ | --------------- |
|                         | Aníbal Cavaco Silva     | 3 932  | 42,20 / 100,00  |
|                         | Manuel Alegre           | 2 348  | 25,20 / 100,00  |
|                         | Mário Soares            | 1 428  | 15,33 / 100,00  |
|                         | Jerónimo de Sousa       | 946    | 10,15 / 100,00  |
|                         | Francisco Louçã         | 589    | 6,32 / 100,00   |
|                         | Garcia Pereira          | 74     | 0,79 / 100,00   |
| Votos Inválidos         | Votos Inválidos         | 223    | 2,34 / 100,00   |
| Total                   | Total                   | 9 540  | 100,00 / 100,00 |
| Eleitorado/Participação | Eleitorado/Participação | 14 257 | 66,91 / 100,00  |

#### Castelo
| Candidato               | Candidato               | Votos | %               |
| ----------------------- | ----------------------- | ----- | --------------- |
|                         | Manuel Alegre           | 101   | 30,06 / 100,00  |
|                         | Aníbal Cavaco Silva     | 79    | 23,51 / 100,00  |
|                         | Jerónimo de Sousa       | 70    | 20,83 / 100,00  |
|                         | Mário Soares            | 54    | 16,07 / 100,00  |
|                         | Francisco Louçã         | 29    | 8,63 / 100,00   |
|                         | Garcia Pereira          | 3     | 0,69 / 100,00   |
| Votos Inválidos         | Votos Inválidos         | 6     | 1,76 / 100,00   |
| Total                   | Total                   | 342   | 100,00 / 100,00 |
| Eleitorado/Participação | Eleitorado/Participação | 539   | 63,45 / 100,00  |

#### Charneca
| Candidato               | Candidato               | Votos | %               |
| ----------------------- | ----------------------- | ----- | --------------- |
|                         | Aníbal Cavaco Silva     | 1 354 | 41,13 / 100,00  |
|                         | Manuel Alegre           | 682   | 20,72 / 100,00  |
|                         | Mário Soares            | 611   | 18,56 / 100,00  |
|                         | Jerónimo de Sousa       | 429   | 13,03 / 100,00  |
|                         | Francisco Louçã         | 198   | 6,01 / 100,00   |
|                         | Garcia Pereira          | 18    | 0,55 / 100,00   |
| Votos Inválidos         | Votos Inválidos         | 77    | 2,29 / 100,00   |
| Total                   | Total                   | 3 369 | 100,00 / 100,00 |
| Eleitorado/Participação | Eleitorado/Participação | 6 403 | 52,62 / 100,00  |

#### Coração de Jesus
| Candidato               | Candidato               | Votos | %               |
| ----------------------- | ----------------------- | ----- | --------------- |
|                         | Aníbal Cavaco Silva     | 1 423 | 49,86 / 100,00  |
|                         | Manuel Alegre           | 602   | 21,09 / 100,00  |
|                         | Mário Soares            | 466   | 16,33 / 100,00  |
|                         | Jerónimo de Sousa       | 193   | 6,76 / 100,00   |
|                         | Francisco Louçã         | 152   | 5,33 / 100,00   |
|                         | Garcia Pereira          | 18    | 0,63 / 100,00   |
| Votos Inválidos         | Votos Inválidos         | 48    | 1,66 / 100,00   |
| Total                   | Total                   | 2 902 | 100,00 / 100,00 |
| Eleitorado/Participação | Eleitorado/Participação | 5 000 | 58,04 / 100,00  |

#### Encarnação
| Candidato               | Candidato               | Votos | %               |
| ----------------------- | ----------------------- | ----- | --------------- |
|                         | Aníbal Cavaco Silva     | 842   | 43,67 / 100,00  |
|                         | Manuel Alegre           | 422   | 21,89 / 100,00  |
|                         | Mário Soares            | 349   | 18,10 / 100,00  |
|                         | Jerónimo de Sousa       | 207   | 10,74 / 100,00  |
|                         | Francisco Louçã         | 99    | 5,13 / 100,00   |
|                         | Garcia Pereira          | 9     | 0,47 / 100,00   |
| Votos Inválidos         | Votos Inválidos         | 42    | 2,14 / 100,00   |
| Total                   | Total                   | 1 970 | 100,00 / 100,00 |
| Eleitorado/Participação | Eleitorado/Participação | 3 444 | 57,20 / 100,00  |

#### Graça
| Candidato               | Candidato               | Votos | %               |
| ----------------------- | ----------------------- | ----- | --------------- |
|                         | Aníbal Cavaco Silva     | 1 592 | 42,35 / 100,00  |
|                         | Manuel Alegre           | 887   | 23,60 / 100,00  |
|                         | Mário Soares            | 668   | 17,77 / 100,00  |
|                         | Jerónimo de Sousa       | 383   | 10,19 / 100,00  |
|                         | Francisco Louçã         | 201   | 5,35 / 100,00   |
|                         | Garcia Pereira          | 28    | 0,74 / 100,00   |
| Votos Inválidos         | Votos Inválidos         | 71    | 1,85 / 100,00   |
| Total                   | Total                   | 3 830 | 100,00 / 100,00 |
| Eleitorado/Participação | Eleitorado/Participação | 6 177 | 62,00 / 100,00  |

#### Lapa
| Candidato               | Candidato               | Votos | %               |
| ----------------------- | ----------------------- | ----- | --------------- |
|                         | Aníbal Cavaco Silva     | 3 589 | 60,74 / 100,00  |
|                         | Manuel Alegre           | 990   | 16,75 / 100,00  |
|                         | Mário Soares            | 776   | 13,13 / 100,00  |
|                         | Jerónimo de Sousa       | 307   | 5,20 / 100,00   |
|                         | Francisco Louçã         | 213   | 3,60 / 100,00   |
|                         | Garcia Pereira          | 34    | 0,58 / 100,00   |
| Votos Inválidos         | Votos Inválidos         | 101   | 1,68 / 100,00   |
| Total                   | Total                   | 6 010 | 100,00 / 100,00 |
| Eleitorado/Participação | Eleitorado/Participação | 9 966 | 60,31 / 100,00  |

#### Lumiar
| Candidato               | Candidato               | Votos  | %               |
| ----------------------- | ----------------------- | ------ | --------------- |
|                         | Aníbal Cavaco Silva     | 10 095 | 50,35 / 100,00  |
|                         | Manuel Alegre           | 4 405  | 21,97 / 100,00  |
|                         | Mário Soares            | 3 213  | 16,02 / 100,00  |
|                         | Jerónimo de Sousa       | 1 240  | 6,18 / 100,00   |
|                         | Francisco Louçã         | 967    | 4,82 / 100,00   |
|                         | Garcia Pereira          | 130    | 0,65 / 100,00   |
| Votos Inválidos         | Votos Inválidos         | 445    | 2,17 / 100,00   |
| Total                   | Total                   | 20 495 | 100,00 / 100,00 |
| Eleitorado/Participação | Eleitorado/Participação | 30 600 | 66,98 / 100,00  |

#### Madalena
| Candidato               | Candidato               | Votos | %               |
| ----------------------- | ----------------------- | ----- | --------------- |
|                         | Aníbal Cavaco Silva     | 87    | 37,99 / 100,00  |
|                         | Manuel Alegre           | 54    | 23,58 / 100,00  |
|                         | Mário Soares            | 37    | 16,16 / 100,00  |
|                         | Jerónimo de Sousa       | 34    | 14,85 / 100,00  |
|                         | Francisco Louçã         | 15    | 6,55 / 100,00   |
|                         | Garcia Pereira          | 2     | 0,87 / 100,00   |
| Votos Inválidos         | Votos Inválidos         | 2     | 0,87 / 100,00   |
| Total                   | Total                   | 231   | 100,00 / 100,00 |
| Eleitorado/Participação | Eleitorado/Participação | 401   | 57,61 / 100,00  |

#### Mártires
| Candidato               | Candidato               | Votos | %               |
| ----------------------- | ----------------------- | ----- | --------------- |
|                         | Aníbal Cavaco Silva     | 117   | 54,93 / 100,00  |
|                         | Manuel Alegre           | 35    | 16,43 / 100,00  |
|                         | Mário Soares            | 31    | 14,55 / 100,00  |
|                         | Jerónimo de Sousa       | 21    | 9,86 / 100,00   |
|                         | Francisco Louçã         | 6     | 2,82 / 100,00   |
|                         | Garcia Pereira          | 3     | 1,41 / 100,00   |
| Votos Inválidos         | Votos Inválidos         | 9     | 4,05 / 100,00   |
| Total                   | Total                   | 222   | 100,00 / 100,00 |
| Eleitorado/Participação | Eleitorado/Participação | 369   | 60,16 / 100,00  |

#### Marvila
| Candidato               | Candidato               | Votos  | %               |
| ----------------------- | ----------------------- | ------ | --------------- |
|                         | Aníbal Cavaco Silva     | 6 334  | 32,86 / 100,00  |
|                         | Manuel Alegre           | 5 064  | 26,27 / 100,00  |
|                         | Mário Soares            | 3 153  | 16,36 / 100,00  |
|                         | Jerónimo de Sousa       | 2 826  | 14,66 / 100,00  |
|                         | Francisco Louçã         | 1 748  | 9,07 / 100,00   |
|                         | Garcia Pereira          | 153    | 0,79 / 100,00   |
| Votos Inválidos         | Votos Inválidos         | 464    | 2,35 / 100,00   |
| Total                   | Total                   | 19 742 | 100,00 / 100,00 |
| Eleitorado/Participação | Eleitorado/Participação | 35 524 | 55,57 / 100,00  |

#### Mercês
| Candidato               | Candidato               | Votos | %               |
| ----------------------- | ----------------------- | ----- | --------------- |
|                         | Aníbal Cavaco Silva     | 1 242 | 42,26 / 100,00  |
|                         | Manuel Alegre           | 669   | 22,76 / 100,00  |
|                         | Mário Soares            | 515   | 17,52 / 100,00  |
|                         | Jerónimo de Sousa       | 319   | 10,85 / 100,00  |
|                         | Francisco Louçã         | 176   | 5,99 / 100,00   |
|                         | Garcia Pereira          | 18    | 0,61 / 100,00   |
| Votos Inválidos         | Votos Inválidos         | 77    | 2,55 / 100,00   |
| Total                   | Total                   | 3 016 | 100,00 / 100,00 |
| Eleitorado/Participação | Eleitorado/Participação | 4 851 | 62,17 / 100,00  |

#### Nossa Senhora de Fátima
| Candidato               | Candidato               | Votos  | %               |
| ----------------------- | ----------------------- | ------ | --------------- |
|                         | Aníbal Cavaco Silva     | 6 024  | 56,39 / 100,00  |
|                         | Manuel Alegre           | 2 032  | 19,02 / 100,00  |
|                         | Mário Soares            | 1 526  | 14,29 / 100,00  |
|                         | Jerónimo de Sousa       | 575    | 5,38 / 100,00   |
|                         | Francisco Louçã         | 439    | 4,11 / 100,00   |
|                         | Garcia Pereira          | 86     | 0,81 / 100,00   |
| Votos Inválidos         | Votos Inválidos         | 202    | 1,86 / 100,00   |
| Total                   | Total                   | 10 884 | 100,00 / 100,00 |
| Eleitorado/Participação | Eleitorado/Participação | 16 311 | 66,73 / 100,00  |

#### Pena
| Candidato               | Candidato               | Votos | %               |
| ----------------------- | ----------------------- | ----- | --------------- |
|                         | Aníbal Cavaco Silva     | 1 268 | 44,43 / 100,00  |
|                         | Manuel Alegre           | 674   | 23,62 / 100,00  |
|                         | Mário Soares            | 476   | 16,68 / 100,00  |
|                         | Jerónimo de Sousa       | 253   | 8,86 / 100,00   |
|                         | Francisco Louçã         | 163   | 5,71 / 100,00   |
|                         | Garcia Pereira          | 20    | 0,70 / 100,00   |
| Votos Inválidos         | Votos Inválidos         | 62    | 2,12 / 100,00   |
| Total                   | Total                   | 2 916 | 100,00 / 100,00 |
| Eleitorado/Participação | Eleitorado/Participação | 5 089 | 57,30 / 100,00  |

#### Penha de França
| Candidato               | Candidato               | Votos  | %               |
| ----------------------- | ----------------------- | ------ | --------------- |
|                         | Aníbal Cavaco Silva     | 3 617  | 44,57 / 100,00  |
|                         | Manuel Alegre           | 1 848  | 22,77 / 100,00  |
|                         | Mário Soares            | 1 410  | 17,38 / 100,00  |
|                         | Jerónimo de Sousa       | 724    | 8,92 / 100,00   |
|                         | Francisco Louçã         | 473    | 5,83 / 100,00   |
|                         | Garcia Pereira          | 43     | 0,53 / 100,00   |
| Votos Inválidos         | Votos Inválidos         | 170    | 2,06 / 100,00   |
| Total                   | Total                   | 8 285  | 100,00 / 100,00 |
| Eleitorado/Participação | Eleitorado/Participação | 13 077 | 63,36 / 100,00  |

#### Prazeres
| Candidato               | Candidato               | Votos | %               |
| ----------------------- | ----------------------- | ----- | --------------- |
|                         | Aníbal Cavaco Silva     | 1 886 | 44,99 / 100,00  |
|                         | Manuel Alegre           | 940   | 22,42 / 100,00  |
|                         | Mário Soares            | 718   | 17,13 / 100,00  |
|                         | Jerónimo de Sousa       | 424   | 10,11 / 100,00  |
|                         | Francisco Louçã         | 203   | 4,84 / 100,00   |
|                         | Garcia Pereira          | 21    | 0,50 / 100,00   |
| Votos Inválidos         | Votos Inválidos         | 60    | 1,41 / 100,00   |
| Total                   | Total                   | 4 252 | 100,00 / 100,00 |
| Eleitorado/Participação | Eleitorado/Participação | 7 255 | 58,61 / 100,00  |

#### Sacramento
| Candidato               | Candidato               | Votos | %               |
| ----------------------- | ----------------------- | ----- | --------------- |
|                         | Aníbal Cavaco Silva     | 231   | 41,62 / 100,00  |
|                         | Manuel Alegre           | 139   | 25,05 / 100,00  |
|                         | Mário Soares            | 91    | 16,40 / 100,00  |
|                         | Jerónimo de Sousa       | 72    | 12,97 / 100,00  |
|                         | Francisco Louçã         | 20    | 3,60 / 100,00   |
|                         | Garcia Pereira          | 2     | 0,36 / 100,00   |
| Votos Inválidos         | Votos Inválidos         | 14    | 2,46 / 100,00   |
| Total                   | Total                   | 569   | 100,00 / 100,00 |
| Eleitorado/Participação | Eleitorado/Participação | 948   | 60,02 / 100,00  |

#### Santa Catarina
| Candidato               | Candidato               | Votos | %               |
| ----------------------- | ----------------------- | ----- | --------------- |
|                         | Aníbal Cavaco Silva     | 1 014 | 42,44 / 100,00  |
|                         | Manuel Alegre           | 541   | 22,65 / 100,00  |
|                         | Mário Soares            | 429   | 17,96 / 100,00  |
|                         | Jerónimo de Sousa       | 221   | 9,25 / 100,00   |
|                         | Francisco Louçã         | 172   | 7,20 / 100,00   |
|                         | Garcia Pereira          | 12    | 0,50 / 100,00   |
| Votos Inválidos         | Votos Inválidos         | 50    | 2,05 / 100,00   |
| Total                   | Total                   | 2 439 | 100,00 / 100,00 |
| Eleitorado/Participação | Eleitorado/Participação | 4 283 | 56,95 / 100,00  |

#### Santa Engrácia
| Candidato               | Candidato               | Votos | %               |
| ----------------------- | ----------------------- | ----- | --------------- |
|                         | Aníbal Cavaco Silva     | 1 341 | 42,29 / 100,00  |
|                         | Manuel Alegre           | 725   | 22,86 / 100,00  |
|                         | Mário Soares            | 577   | 18,92 / 100,00  |
|                         | Jerónimo de Sousa       | 331   | 10,44 / 100,00  |
|                         | Francisco Louçã         | 177   | 5,58 / 100,00   |
|                         | Garcia Pereira          | 20    | 0,63 / 100,00   |
| Votos Inválidos         | Votos Inválidos         | 60    | 1,86 / 100,00   |
| Total                   | Total                   | 3 231 | 100,00 / 100,00 |
| Eleitorado/Participação | Eleitorado/Participação | 5 350 | 60,39 / 100,00  |

#### Santa Isabel
| Candidato               | Candidato               | Votos | %               |
| ----------------------- | ----------------------- | ----- | --------------- |
|                         | Aníbal Cavaco Silva     | 2 401 | 52,87 / 100,00  |
|                         | Manuel Alegre           | 996   | 21,27 / 100,00  |
|                         | Mário Soares            | 651   | 14,34 / 100,00  |
|                         | Jerónimo de Sousa       | 315   | 6,94 / 100,00   |
|                         | Francisco Louçã         | 189   | 4,16 / 100,00   |
|                         | Garcia Pereira          | 19    | 0,42 / 100,00   |
| Votos Inválidos         | Votos Inválidos         | 76    | 1,65 / 100,00   |
| Total                   | Total                   | 4 617 | 100,00 / 100,00 |
| Eleitorado/Participação | Eleitorado/Participação | 7 135 | 64,71 / 100,00  |

#### Santa Justa
| Candidato               | Candidato               | Votos | %               |
| ----------------------- | ----------------------- | ----- | --------------- |
|                         | Aníbal Cavaco Silva     | 177   | 47,58 / 100,00  |
|                         | Manuel Alegre           | 75    | 20,16 / 100,00  |
|                         | Mário Soares            | 59    | 15,86 / 100,00  |
|                         | Jerónimo de Sousa       | 41    | 11,02 / 100,00  |
|                         | Francisco Louçã         | 18    | 4,84 / 100,00   |
|                         | Garcia Pereira          | 2     | 0,54 / 100,00   |
| Votos Inválidos         | Votos Inválidos         | 8     | 2,11 / 100,00   |
| Total                   | Total                   | 380   | 100,00 / 100,00 |
| Eleitorado/Participação | Eleitorado/Participação | 807   | 47,09 / 100,00  |

#### Santa Maria de Belém
| Candidato               | Candidato               | Votos | %               |
| ----------------------- | ----------------------- | ----- | --------------- |
|                         | Aníbal Cavaco Silva     | 2 894 | 50,51 / 100,00  |
|                         | Manuel Alegre           | 1 220 | 21,29 / 100,00  |
|                         | Mário Soares            | 866   | 15,11 / 100,00  |
|                         | Jerónimo de Sousa       | 443   | 7,73 / 100,00   |
|                         | Francisco Louçã         | 276   | 4,82 / 100,00   |
|                         | Garcia Pereira          | 31    | 0,54 / 100,00   |
| Votos Inválidos         | Votos Inválidos         | 97    | 1,66 / 100,00   |
| Total                   | Total                   | 5 827 | 100,00 / 100,00 |
| Eleitorado/Participação | Eleitorado/Participação | 9 299 | 62,66 / 100,00  |

#### Santa Maria dos Olivais
| Candidato               | Candidato               | Votos  | %               |
| ----------------------- | ----------------------- | ------ | --------------- |
|                         | Aníbal Cavaco Silva     | 11 359 | 40,19 / 100,00  |
|                         | Manuel Alegre           | 7 148  | 25,29 / 100,00  |
|                         | Mário Soares            | 4 773  | 16,89 / 100,00  |
|                         | Jerónimo de Sousa       | 3 086  | 10,92 / 100,00  |
|                         | Francisco Louçã         | 1 705  | 6,03 / 100,00   |
|                         | Garcia Pereira          | 193    | 0,68 / 100,00   |
| Votos Inválidos         | Votos Inválidos         | 600    | 2,08 / 100,00   |
| Total                   | Total                   | 28 864 | 100,00 / 100,00 |
| Eleitorado/Participação | Eleitorado/Participação | 44 085 | 65,47 / 100,00  |

#### Santiago
| Candidato               | Candidato               | Votos | %               |
| ----------------------- | ----------------------- | ----- | --------------- |
|                         | Aníbal Cavaco Silva     | 241   | 40,85 / 100,00  |
|                         | Manuel Alegre           | 115   | 19,49 / 100,00  |
|                         | Mário Soares            | 100   | 16,95 / 100,00  |
|                         | Jerónimo de Sousa       | 96    | 16,27 / 100,00  |
|                         | Francisco Louçã         | 31    | 5,25 / 100,00   |
|                         | Garcia Pereira          | 7     | 1,19 / 100,00   |
| Votos Inválidos         | Votos Inválidos         | 10    | 1,66 / 100,00   |
| Total                   | Total                   | 600   | 100,00 / 100,00 |
| Eleitorado/Participação | Eleitorado/Participação | 976   | 61,48 / 100,00  |

#### Santo Condestável
| Candidato               | Candidato               | Votos  | %               |
| ----------------------- | ----------------------- | ------ | --------------- |
|                         | Aníbal Cavaco Silva     | 4 717  | 44,69 / 100,00  |
|                         | Manuel Alegre           | 2 330  | 22,08 / 100,00  |
|                         | Mário Soares            | 1 782  | 16,88 / 100,00  |
|                         | Jerónimo de Sousa       | 1 081  | 10,24 / 100,00  |
|                         | Francisco Louçã         | 576    | 5,46 / 100,00   |
|                         | Garcia Pereira          | 68     | 0,64 / 100,00   |
| Votos Inválidos         | Votos Inválidos         | 220    | 2,04 / 100,00   |
| Total                   | Total                   | 10 774 | 100,00 / 100,00 |
| Eleitorado/Participação | Eleitorado/Participação | 17 281 | 62,35 / 100,00  |

#### Santo Estêvão
| Candidato               | Candidato               | Votos | %               |
| ----------------------- | ----------------------- | ----- | --------------- |
|                         | Aníbal Cavaco Silva     | 427   | 32,11 / 100,00  |
|                         | Manuel Alegre           | 317   | 23,83 / 100,00  |
|                         | Jerónimo de Sousa       | 266   | 20,00 / 100,00  |
|                         | Mário Soares            | 223   | 16,77 / 100,00  |
|                         | Francisco Louçã         | 84    | 6,32 / 100,00   |
|                         | Garcia Pereira          | 13    | 0,98 / 100,00   |
| Votos Inválidos         | Votos Inválidos         | 21    | 1,55 / 100,00   |
| Total                   | Total                   | 1 351 | 100,00 / 100,00 |
| Eleitorado/Participação | Eleitorado/Participação | 2 222 | 58,18 / 100,00  |

#### Santos-o-Velho
| Candidato               | Candidato               | Votos | %               |
| ----------------------- | ----------------------- | ----- | --------------- |
|                         | Aníbal Cavaco Silva     | 1 161 | 44,76 / 100,00  |
|                         | Manuel Alegre           | 526   | 20,28 / 100,00  |
|                         | Mário Soares            | 447   | 17,23 / 100,00  |
|                         | Jerónimo de Sousa       | 296   | 11,41 / 100,00  |
|                         | Francisco Louçã         | 147   | 5,67 / 100,00   |
|                         | Garcia Pereira          | 17    | 0,66 / 100,00   |
| Votos Inválidos         | Votos Inválidos         | 55    | 2,05 / 100,00   |
| Total                   | Total                   | 2 649 | 100,00 / 100,00 |
| Eleitorado/Participação | Eleitorado/Participação | 4 465 | 59,33 / 100,00  |

#### São Cristóvão e São Lourenço
| Candidato               | Candidato               | Votos | %               |
| ----------------------- | ----------------------- | ----- | --------------- |
|                         | Aníbal Cavaco Silva     | 332   | 40,29 / 100,00  |
|                         | Manuel Alegre           | 212   | 25,73 / 100,00  |
|                         | Mário Soares            | 150   | 18,20 / 100,00  |
|                         | Jerónimo de Sousa       | 84    | 10,19 / 100,00  |
|                         | Francisco Louçã         | 43    | 5,22 / 100,00   |
|                         | Garcia Pereira          | 3     | 0,36 / 100,00   |
| Votos Inválidos         | Votos Inválidos         | 22    | 2,60 / 100,00   |
| Total                   | Total                   | 846   | 100,00 / 100,00 |
| Eleitorado/Participação | Eleitorado/Participação | 1 549 | 54,62 / 100,00  |

#### São Domingos de Benfica
| Candidato               | Candidato               | Votos  | %               |
| ----------------------- | ----------------------- | ------ | --------------- |
|                         | Aníbal Cavaco Silva     | 10 522 | 52,63 / 100,00  |
|                         | Manuel Alegre           | 4 307  | 21,54 / 100,00  |
|                         | Mário Soares            | 2 948  | 14,75 / 100,00  |
|                         | Jerónimo de Sousa       | 1 259  | 6,30 / 100,00   |
|                         | Francisco Louçã         | 851    | 4,26 / 100,00   |
|                         | Garcia Pereira          | 106    | 0,53 / 100,00   |
| Votos Inválidos         | Votos Inválidos         | 389    | 1,91 / 100,00   |
| Total                   | Total                   | 20 382 | 100,00 / 100,00 |
| Eleitorado/Participação | Eleitorado/Participação | 29 259 | 69,66 / 100,00  |

#### São Francisco Xavier
| Candidato               | Candidato               | Votos | %               |
| ----------------------- | ----------------------- | ----- | --------------- |
|                         | Aníbal Cavaco Silva     | 3 210 | 61,75 / 100,00  |
|                         | Manuel Alegre           | 912   | 17,55 / 100,00  |
|                         | Mário Soares            | 615   | 11,83 / 100,00  |
|                         | Jerónimo de Sousa       | 238   | 4,58 / 100,00   |
|                         | Francisco Louçã         | 193   | 3,71 / 100,00   |
|                         | Garcia Pereira          | 30    | 0,58 / 100,00   |
| Votos Inválidos         | Votos Inválidos         | 108   | 2,03 / 100,00   |
| Total                   | Total                   | 5 306 | 100,00 / 100,00 |
| Eleitorado/Participação | Eleitorado/Participação | 7 108 | 74,65 / 100,00  |

#### São João
| Candidato               | Candidato               | Votos  | %               |
| ----------------------- | ----------------------- | ------ | --------------- |
|                         | Aníbal Cavaco Silva     | 4 068  | 43,66 / 100,00  |
|                         | Manuel Alegre           | 2 187  | 23,47 / 100,00  |
|                         | Mário Soares            | 1 513  | 16,24 / 100,00  |
|                         | Jerónimo de Sousa       | 921    | 9,88 / 100,00   |
|                         | Francisco Louçã         | 575    | 6,17 / 100,00   |
|                         | Garcia Pereira          | 54     | 0,58 / 100,00   |
| Votos Inválidos         | Votos Inválidos         | 210    | 2,21 / 100,00   |
| Total                   | Total                   | 9 528  | 100,00 / 100,00 |
| Eleitorado/Participação | Eleitorado/Participação | 16 129 | 59,07 / 100,00  |

#### São João de Brito
| Candidato               | Candidato               | Votos  | %               |
| ----------------------- | ----------------------- | ------ | --------------- |
|                         | Aníbal Cavaco Silva     | 5 357  | 60,62 / 100,00  |
|                         | Manuel Alegre           | 1 602  | 18,13 / 100,00  |
|                         | Mário Soares            | 1 060  | 11,88 / 100,00  |
|                         | Jerónimo de Sousa       | 468    | 5,30 / 100,00   |
|                         | Francisco Louçã         | 314    | 3,55 / 100,00   |
|                         | Garcia Pereira          | 46     | 0,52 / 100,00   |
| Votos Inválidos         | Votos Inválidos         | 151    | 1,68 / 100,00   |
| Total                   | Total                   | 8 988  | 100,00 / 100,00 |
| Eleitorado/Participação | Eleitorado/Participação | 13 388 | 67,13 / 100,00  |

#### São João de Deus
| Candidato               | Candidato               | Votos  | %               |
| ----------------------- | ----------------------- | ------ | --------------- |
|                         | Aníbal Cavaco Silva     | 4 779  | 60,84 / 100,00  |
|                         | Manuel Alegre           | 1 436  | 18,28 / 100,00  |
|                         | Mário Soares            | 1 007  | 12,82 / 100,00  |
|                         | Jerónimo de Sousa       | 339    | 4,32 / 100,00   |
|                         | Francisco Louçã         | 247    | 3,14 / 100,00   |
|                         | Garcia Pereira          | 47     | 0,60 / 100,00   |
| Votos Inválidos         | Votos Inválidos         | 160    | 2,00 / 100,00   |
| Total                   | Total                   | 8 015  | 100,00 / 100,00 |
| Eleitorado/Participação | Eleitorado/Participação | 11 617 | 68,99 / 100,00  |

#### São Jorge de Arroios
| Candidato               | Candidato               | Votos  | %               |
| ----------------------- | ----------------------- | ------ | --------------- |
|                         | Aníbal Cavaco Silva     | 6 029  | 52,20 / 100,00  |
|                         | Manuel Alegre           | 2 363  | 20,46 / 100,00  |
|                         | Mário Soares            | 1 729  | 14,97 / 100,00  |
|                         | Jerónimo de Sousa       | 796    | 6,89 / 100,00   |
|                         | Francisco Louçã         | 550    | 4,76 / 100,00   |
|                         | Garcia Pereira          | 82     | 0,71 / 100,00   |
| Votos Inválidos         | Votos Inválidos         | 225    | 1,91 / 100,00   |
| Total                   | Total                   | 11 774 | 100,00 / 100,00 |
| Eleitorado/Participação | Eleitorado/Participação | 19 035 | 61,85 / 100,00  |

#### São José
| Candidato               | Candidato               | Votos | %               |
| ----------------------- | ----------------------- | ----- | --------------- |
|                         | Aníbal Cavaco Silva     | 850   | 44,78 / 100,00  |
|                         | Manuel Alegre           | 423   | 22,29 / 100,00  |
|                         | Mário Soares            | 329   | 17,33 / 100,00  |
|                         | Jerónimo de Sousa       | 170   | 8,96 / 100,00   |
|                         | Francisco Louçã         | 109   | 5,74 / 100,00   |
|                         | Garcia Pereira          | 17    | 0,90 / 100,00   |
| Votos Inválidos         | Votos Inválidos         | 29    | 1,51 / 100,00   |
| Total                   | Total                   | 1 927 | 100,00 / 100,00 |
| Eleitorado/Participação | Eleitorado/Participação | 3 425 | 56,26 / 100,00  |

#### São Mamede
| Candidato               | Candidato               | Votos | %               |
| ----------------------- | ----------------------- | ----- | --------------- |
|                         | Aníbal Cavaco Silva     | 2 118 | 56,84 / 100,00  |
|                         | Manuel Alegre           | 655   | 17,58 / 100,00  |
|                         | Mário Soares            | 579   | 15,54 / 100,00  |
|                         | Jerónimo de Sousa       | 205   | 5,50 / 100,00   |
|                         | Francisco Louçã         | 131   | 3,52 / 100,00   |
|                         | Garcia Pereira          | 38    | 1,02 / 100,00   |
| Votos Inválidos         | Votos Inválidos         | 80    | 2,10 / 100,00   |
| Total                   | Total                   | 3 806 | 100,00 / 100,00 |
| Eleitorado/Participação | Eleitorado/Participação | 5 708 | 66,68 / 100,00  |

#### São Miguel
| Candidato               | Candidato               | Votos | %               |
| ----------------------- | ----------------------- | ----- | --------------- |
|                         | Aníbal Cavaco Silva     | 270   | 27,05 / 100,00  |
|                         | Mário Soares            | 228   | 22,85 / 100,00  |
|                         | Jerónimo de Sousa       | 224   | 22,44 / 100,00  |
|                         | Manuel Alegre           | 214   | 21,44 / 100,00  |
|                         | Francisco Louçã         | 60    | 6,01 / 100,00   |
|                         | Garcia Pereira          | 2     | 0,20 / 100,00   |
| Votos Inválidos         | Votos Inválidos         | 8     | 0,80 / 100,00   |
| Total                   | Total                   | 1 006 | 100,00 / 100,00 |
| Eleitorado/Participação | Eleitorado/Participação | 1 811 | 55,55 / 100,00  |

#### São Nicolau
| Candidato               | Candidato               | Votos | %               |
| ----------------------- | ----------------------- | ----- | --------------- |
|                         | Aníbal Cavaco Silva     | 310   | 46,83 / 100,00  |
|                         | Manuel Alegre           | 140   | 21,15 / 100,00  |
|                         | Mário Soares            | 114   | 17,22 / 100,00  |
|                         | Jerónimo de Sousa       | 55    | 8,31 / 100,00   |
|                         | Francisco Louçã         | 42    | 6,34 / 100,00   |
|                         | Garcia Pereira          | 1     | 0,15 / 100,00   |
| Votos Inválidos         | Votos Inválidos         | 19    | 2,79 / 100,00   |
| Total                   | Total                   | 681   | 100,00 / 100,00 |
| Eleitorado/Participação | Eleitorado/Participação | 1 180 | 57,71 / 100,00  |

#### São Paulo
| Candidato               | Candidato               | Votos | %               |
| ----------------------- | ----------------------- | ----- | --------------- |
|                         | Aníbal Cavaco Silva     | 663   | 38,08 / 100,00  |
|                         | Manuel Alegre           | 455   | 26,13 / 100,00  |
|                         | Mário Soares            | 292   | 16,77 / 100,00  |
|                         | Jerónimo de Sousa       | 191   | 10,97 / 100,00  |
|                         | Francisco Louçã         | 127   | 7,29 / 100,00   |
|                         | Garcia Pereira          | 13    | 0,75 / 100,00   |
| Votos Inválidos         | Votos Inválidos         | 40    | 2,25 / 100,00   |
| Total                   | Total                   | 1 781 | 100,00 / 100,00 |
| Eleitorado/Participação | Eleitorado/Participação | 3 220 | 53,64 / 100,00  |

#### São Sebastião da Pedreira
| Candidato               | Candidato               | Votos | %               |
| ----------------------- | ----------------------- | ----- | --------------- |
|                         | Aníbal Cavaco Silva     | 2 878 | 60,81 / 100,00  |
|                         | Manuel Alegre           | 826   | 17,45 / 100,00  |
|                         | Mário Soares            | 614   | 12,97 / 100,00  |
|                         | Francisco Louçã         | 196   | 4,14 / 100,00   |
|                         | Jerónimo de Sousa       | 194   | 4,10 / 100,00   |
|                         | Garcia Pereira          | 25    | 0,53 / 100,00   |
| Votos Inválidos         | Votos Inválidos         | 79    | 1,65 / 100,00   |
| Total                   | Total                   | 4 812 | 100,00 / 100,00 |
| Eleitorado/Participação | Eleitorado/Participação | 7 169 | 67,12 / 100,00  |

#### São Vicente de Fora
| Candidato               | Candidato               | Votos | %               |
| ----------------------- | ----------------------- | ----- | --------------- |
|                         | Aníbal Cavaco Silva     | 816   | 36,14 / 100,00  |
|                         | Manuel Alegre           | 529   | 23,42 / 100,00  |
|                         | Mário Soares            | 428   | 16,95 / 100,00  |
|                         | Jerónimo de Sousa       | 318   | 14,08 / 100,00  |
|                         | Francisco Louçã         | 157   | 6,95 / 100,00   |
|                         | Garcia Pereira          | 11    | 0,49 / 100,00   |
| Votos Inválidos         | Votos Inválidos         | 59    | 2,54 / 100,00   |
| Total                   | Total                   | 2 318 | 100,00 / 100,00 |
| Eleitorado/Participação | Eleitorado/Participação | 3 918 | 59,16 / 100,00  |

#### Sé
| Candidato               | Candidato               | Votos | %               |
| ----------------------- | ----------------------- | ----- | --------------- |
|                         | Aníbal Cavaco Silva     | 305   | 42,24 / 100,00  |
|                         | Mário Soares            | 145   | 20,08 / 100,00  |
|                         | Manuel Alegre           | 143   | 19,81 / 100,00  |
|                         | Jerónimo de Sousa       | 94    | 13,02 / 100,00  |
|                         | Francisco Louçã         | 32    | 4,43 / 100,00   |
|                         | Garcia Pereira          | 3     | 0,42 / 100,00   |
| Votos Inválidos         | Votos Inválidos         | 13    | 1,76 / 100,00   |
| Total                   | Total                   | 735   | 100,00 / 100,00 |
| Eleitorado/Participação | Eleitorado/Participação | 1 230 | 59,76 / 100,00  |

#### Socorro
| Candidato               | Candidato               | Votos | %               |
| ----------------------- | ----------------------- | ----- | --------------- |
|                         | Aníbal Cavaco Silva     | 679   | 41,05 / 100,00  |
|                         | Manuel Alegre           | 367   | 22,19 / 100,00  |
|                         | Mário Soares            | 297   | 17,96 / 100,00  |
|                         | Jerónimo de Sousa       | 194   | 11,73 / 100,00  |
|                         | Francisco Louçã         | 104   | 6,29 / 100,00   |
|                         | Garcia Pereira          | 13    | 0,79 / 100,00   |
| Votos Inválidos         | Votos Inválidos         | 39    | 2,30 / 100,00   |
| Total                   | Total                   | 1 693 | 100,00 / 100,00 |
| Eleitorado/Participação | Eleitorado/Participação | 3 206 | 52,81 / 100,00  |